# Рикарду Силва
Рика́рду Эми́диу Рама́лью да Си́лва (порт. Ricardo Emídio Ramalho da Silva), или просто Рикарду Силва (порт. Ricardo Silva; род. 26 сентября 1975, Порту, Португалия) — португальский футболист, защитник.

## Клубная карьера
Воспитанник юношеской школы «Порту». В 1994 заключил профессиональный контракт с клубом из Порту, но затем несколько сезонов подряд отдавался в аренду другим португальским клубам: «Эшпозенде», «Фелгейрашу», «Маритиму» и «Униану Лейрии», пока в 1999 не закрепился в составе родного клуба, но за три сезона он сыграл лишь 19 матчей в национальном чемпионате. В 2008—2009 годах играл в России за ярославский «Шинник».
29 декабря 2009 года было сообщено, что Рикарду Силва вернулся на родину, где подписал контракт на 2,5 года с клубом «Витория» из Сетубала.